# Misery, Somme
Misery är en kommun i departementet Somme i regionen Hauts-de-France i norra Frankrike. Kommunen ligger i kantonen Nesle som tillhör arrondissementet Péronne. År 2018 hade Misery 133 invånare.

## Befolkningsutveckling
Antalet invånare i kommunen Misery
| Referens: INSEE |